# Margaret H. Wright
Margaret H. Wright (Hanford, California, Estados Unidos, 18 de febrero de 1944) es una científica en informática y matemática estadounidense. Fue la primera mujer en presidir la Sociedad para Matemática Industrial y Aplicada (SIAM) (1995-1996). Recibió el premio Jon von Neumann en 2019 por sus contribuciones  a la solución numérica de los problemas de optimización y a la exposición del tema. 

## Biografía y trayectoria profesional
Wright pasó su niñez en Hanford y Tucson donde se educó. Desarrolló un interés en matemáticas en una edad temprana y estudió el tema en la Universidad de Stanford, donde  recibió un su grado en Matemáticas y un Master en Informática. Trabajó durante varios años en GTE Sylvania, y luego regresó a Stanford para continuar sus estudios en informática, obteniendo su doctorado en 1976.
Se desempeñó como profesora de ciencias de la computación y fue presidenta del departamento de Ciencias de la computación del Instituto Courant de Ciencias Matemáticas de la Universidad de Nueva York, donde investigó sobre la optimización, álgebra lineal e informática científica.
Margaret H. Wright fue la primera mujer en presidir la Sociedad para Matemática Industrial y Aplicada (SIAM) entre 1995 y 1996  y fue editora sénior del SIAM Revisión.
Es miembro de la Academia Nacional de Ciencias y de la Academia Nacional de Ingeniería de Estados Unidos. En 1997 asumió el cargo de directora del Departamento de Investigación de Computación de Bell Labs hasta 1998. En 2009 se asocia a la Sociedad para Matemática Industrial y Aplicada y en 2012 ingresa a la Sociedad Matemática americana.
En 2019 recibió el premio Jon von Neumann en reconocimiento a sus contribuciones pioneras a la solución numérica de los problemas de optimización y a la exposición del tema. 

## Trabajos
- Con Philip E. Gill, Walter Murray: Optimización Práctica, Prensa Académica, 1982.
- Con Philip E. Gill, Walter Murray: Álgebra Lineal Numérica y Optimización, Banda 1, Addison-Wesley 1990.
- El interior-revolución de punto en optimización: Historia, desarrollos recientes, y consecuencias duraderas , Boletín AMS, Banda 42, 2005, S. 39-56